# Agrius (insecte)
Pour les articles homonymes, voir Agrius.
Genre
Agrius est un genre de lépidoptères (papillons) de la famille des Sphingidae, de la sous-famille des Sphinginae et de la tribu des Acherontiini.

## Systématique
- Le genre Agrius a été décrit par l'entomologiste allemand Jakob Hübner en 1819[1].
- L'espèce type pour le genre est Agrius cingulata (Fabricius, 1775)

### Synonymie
- Timoria Kaye, 1919 [2]

### Taxinomie
Liste des espèces
- Agrius cingulata (Fabricius, 1775).
- Agrius convolvuli (Linnaeus, 1758) — Sphinx du liseron ou sphinx à cornes de bœuf.
- Agrius cordiae Riotte, 1984.
- Agrius godarti (W.S. Macleaey, 1826).
- Agrius luctifera (Walker, 1865)
- Agrius rothschildi Kitching & Cadiou, 2000

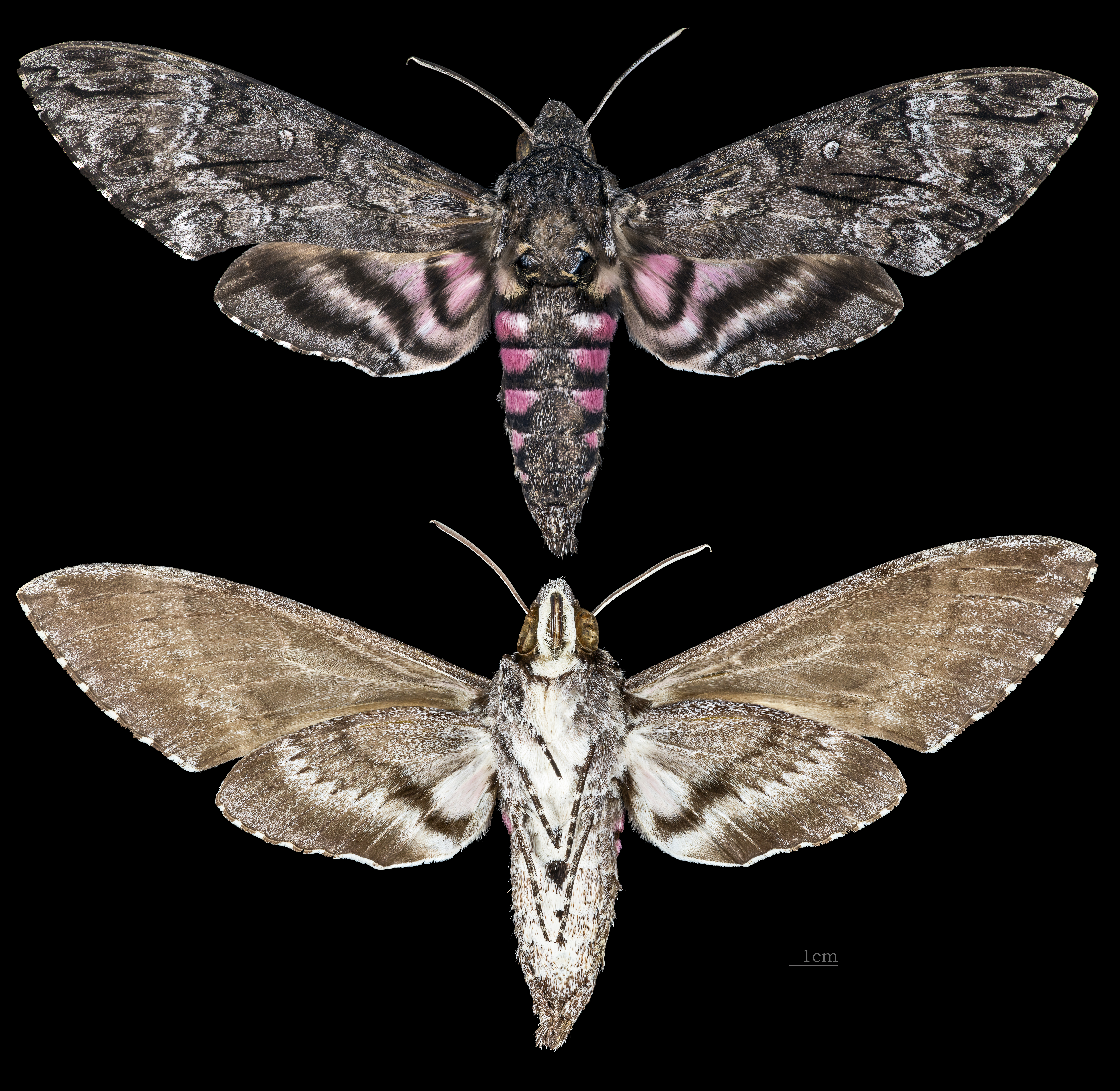
Agrius cingulata
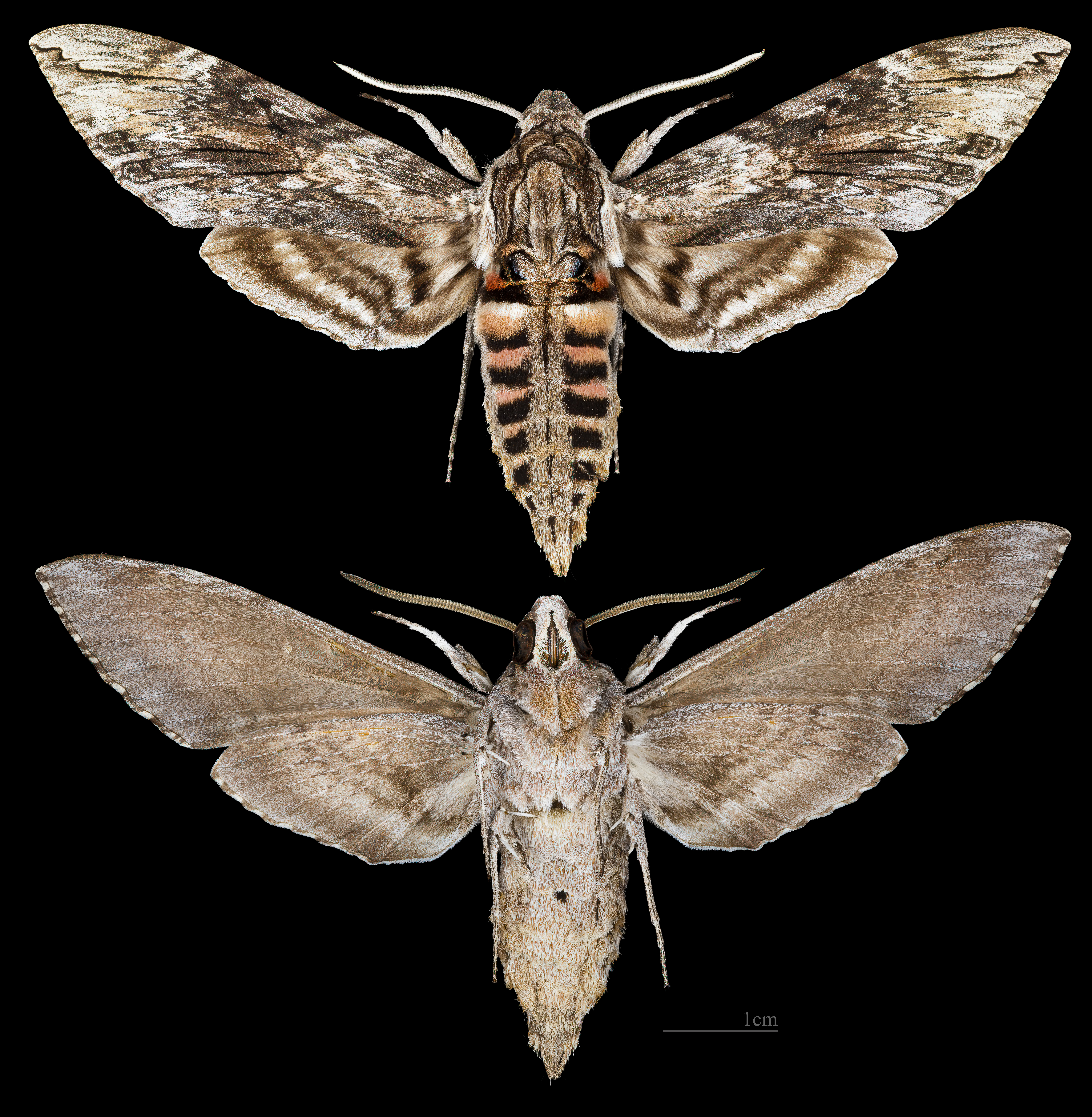
Agrius convolvuli
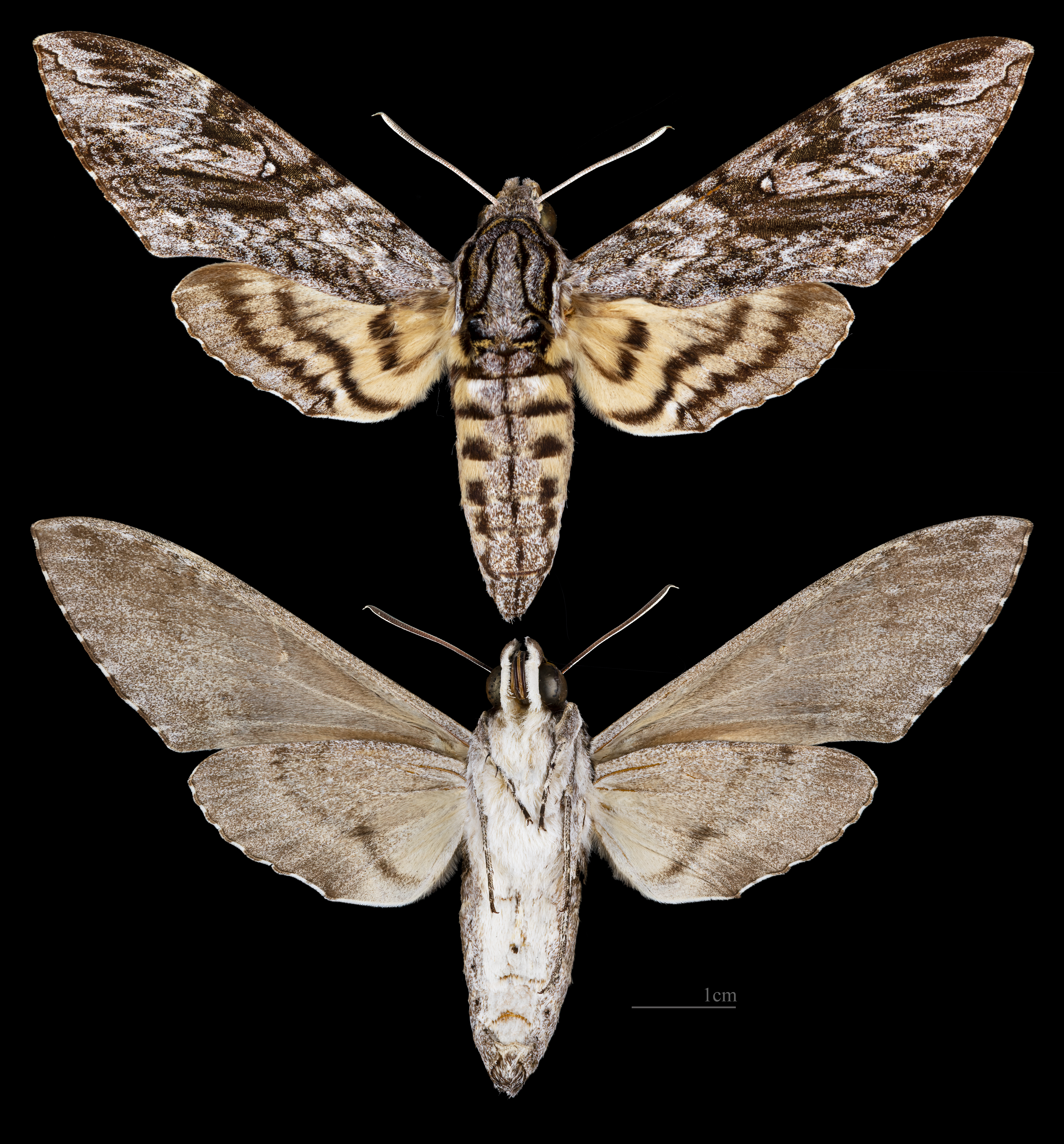
Agrius godarti